# Komitet Samoobrony Społecznej „KOR”
Komitet Samoobrony Społecznej „KOR” (KSS „KOR”) – polska organizacja opozycyjna funkcjonująca od 29 września 1977 do 23 września 1981 roku. Powstał w wyniku przekształcenia Komitetu Obrony Robotników, po uwolnieniu w lipcu 1977 r. represjonowanych robotników, a więc spełnieniu najważniejszych celów, dla których KOR powołano. Organizacja ta, poza pierwotnym celem, tj. udzielania pomocy osobom represjonowanym przez władze Polskiej Rzeczypospolitej Ludowej, stała się też ośrodkiem inspiracji i formowania zasad działania szerszego ruchu demokratycznego części środowisk opozycyjnych PRL oraz miała wpływ na rozwój wydarzeń Sierpnia 1980 i powstania NSZZ „Solidarność”.

## Powstanie i cele
29 września 1977 roku odbyło się zebranie KOR-u, na którym przyjęto tekst „Deklaracji Ruchu Demokratycznego” oraz podjęto uchwałę o przekształceniu Komitetu Obrony Robotników w Komitet Samoobrony Społecznej „KOR”. Do KSS KOR przystąpili wszyscy członkowie KOR oprócz trzech, którzy działali już w Ruchu Obrony Praw Człowieka i Obywatela. Celem Komitetu była walka o praworządność i obrona obywateli przed nadużyciami władzy oraz działanie na rzecz instytucjonalnego zabezpieczenia wolności obywatelskich i wspieranie inicjatyw społecznych, które temu służyły. W trakcie spotkania postanowiono zachować w nazwie „KOR”, jednak już nie jako skrót, tylko raczej „znak rozpoznawczy”. KSS KOR nadal miał udzielać pomocy osobom represjonowanym w związku z wydarzeniami z czerwca 1976 roku. Ponadto zadaniami KSS „KOR” były:
- walka z represjami stosowanymi z powodów politycznych, światopoglądowych, wyznaniowych, rasowych i udzielanie pomocy ludziom z tych powodów prześladowanym,
- walka z łamaniem praworządności i pomoc pokrzywdzonym w jej wyniku,
- walka o instytucjonalne zabezpieczenie praw i wolności obywatelskich,
- popieranie i obrona wszelkich inicjatyw społecznych zmierzających do realizacji praw człowieka i obywatela[2].

## Skład osobowy i tryb działania
W skład Komitetu weszła większość członków KOR: Jerzy Andrzejewski, Stanisław Barańczak, Bogdan Borusewicz, Mirosław Chojecki, Ludwik Cohn, ks. Zbigniew Kamiński, Jan Kielanowski, Anka Kowalska, Jacek Kuroń, Edward Lipiński, Jan Józef Lipski, Antoni Macierewicz, Adam Michnik, Halina Mikołajska, Piotr Naimski, Wojciech Onyszkiewcz, Antoni Pajdak, Józef Rybicki, Aniela Steinsbergowa, Adam Szczypiorski, Józef Śreniowski, Wacław Zawadzki, ks. Jan Zieja. Do KSS "KOR" nie przystąpiło trzech członków KOR - Stefan Kaczorowski, Emil Morgiewicz i Wojciech Ziembiński. Jednocześnie skład Komitetu poszerzono o kilku młodszych współpracowników KOR-u: Seweryna Blumsztajna, Konrada Bielińskiego, Andrzeja Celińskiego, Jana Lityńskiego, Zbigniewa Romaszewskiego, Henryka Wujca oraz o przebywającego na emigracji Leszka Kołakowskiego i związaną ze środowiskami katolickimi Marię Wosiek. W maju 1978 roku dokooptowano Jerzego Ficowskiego, w październiku 1978 roku Wiesława Kęcika i Jerzego Nowackiego (przestał być członkiem KSS "KOR" w lipcu 1980 roku), w marcu 1980 roku Ewę Milewicz. Jeszcze w okresie istnienia KSS "KOR" zmarli Wacław Zawadzki (1978) i Adam Szczypiorski (1979). W momencie rozwiązania w 1981 roku KSS „KOR” liczył 32 członków.
Zwykle raz w miesiącu odbywał zebranie w mieszkaniu prof. Edwarda Lipińskiego, na którym dyskutowano ważniejsze kwestie i przyjmowano oświadczenia na tematy związane z celami Komitetu. Pomiędzy zebraniami stale działała komisja redakcyjna KSS „KOR”, uprawniona do wydawania oświadczeń w sprawach nagłych, zwykle dotyczących represji władz komunistycznych wobec obywateli z powodu działalności opozycyjnej. Utworzono Radę Funduszu Samoobrony Społecznej, z udziałem Ks. Jana Zieji, Haliny Mikołajskiej, Jana Józefa Lipskiego, Jana Kielanowskiego, Edwarda Lipińskiego, Józefa Rybickiego i Wacława Zawadzkiego, która sprawowała pieczę nad finansami ruchu i wspierała różne inicjatywy opozycyjne.
Do działaczy, którzy wywierali największy wpływ na formułowanie celów i zasad działania KSS „KOR” oraz myśli ideowej w tekstach publicystycznych, wywiadach i dyskusjach środowiskowych należeli Jacek Kuroń, Adam Michnik oraz Antoni Macierewicz.
Wszelka działalność wspierana i koordynowana przez KSS „KOR” odbywała się na następujących zasadach: działania jawnego, ale poza strukturami kontrolowanymi przez władze PRL; bez przemocy (non-violence); samodzielności poszczególnych inicjatyw niezależnych; różnych stopni zaangażowania w ruchu opozycyjnym, co pozwalało włączać się do niektórych tylko działań, ułatwiało decyzję wsparcia tym, którzy nie byli gotowi ryzykować zbyt wiele. Perspektywicznym celem było odzyskanie przez Polskę demokracji i niepodległości na drodze ewolucyjnej, poprzez aktywność niezależnych ruchów społecznych, stopniowo poszerzających sferę wolności i przełamujących zasadę ustrojową PRL – kontroli partii komunistycznej nad całym życiem społecznym.

## Współpracownicy, czasopisma i inicjatywy powiązane
KSS „KOR” był ośrodkiem inspiracji i formowania zasad działania szerszego ruchu demokratycznego, którego uczestnicy określali się jako „współpracownicy KSS „KOR”. Ruch ten tworzyły:
- Biuro Interwencyjne (powołane 9 maja 1977), kierowane przez Zofię i Zbigniewa Romaszewskich, zajmujące się niesieniem pomocy osobom skrzywdzonym przez organa władzy PRL – milicję, prokuraturę i sądy.
- Niezależna Oficyna Wydawnicza, publikująca poza cenzurą, na powielaczach, książki i czasopisma literackie („Zapis”, „Puls”) oraz tworząca sieć nieoficjalnego kolportażu. NOWą kierował Mirosław Chojecki z pomocą Konrada Bielińskiego, Grzegorza Boguty, Adama Michnika, Ewy Milewicz i in.
- czasopisma wydawane przez członków i współpracowników KSS „KOR”: „Komunikat” (Anka Kowalska), „Biuletyn Informacyjny” (Seweryn Blumsztajn, Joanna Szczęsna), „Głos” (Antoni Macierewicz, Jakub Karpiński, Piotr Naimski), „Robotnik” (Jan Lityński, Henryk Wujec, Ludwika Wujec, Wojciech Onyszkiewicz, Helena Łuczywo), „Krytyka” (Adam Michnik, Stefan Starczewski, Jacek Kuroń), „Placówka” (Wiesław Kęcik). Pisma niezależne przełamywały państwowy monopol cenzury, tworzyły niekontrolowany przez władze obieg informacji, opinii i twórczości literackiej.

KSS „KOR” wspierał także inne opozycyjne inicjatywy: Studenckie Komitety Solidarności, Towarzystwo Kursów Naukowych, Wolne Związki Zawodowe, Komitety Samoobrony Chłopskiej. Chronił ich uczestników przed represjami, ogłaszając na łamach swoich pism i przekazując za granicę informacje o łamaniu praw obywatelskich.

## Działalność
KSS „KOR” opublikował kilkakrotnie apele do społeczeństwa, w których wskazywał na pogłębiający się kryzys ekonomiczny i społeczny oraz konkretne jego przejawy. W listopadzie 1977 r. KSS „KOR” ujawnił tajne dotąd zapisy cenzury PRL dotyczące wielu dziedzin życia państwa, społeczeństwa, kultury i historii. W 1978 publikował dane o kryzysie systemu zaopatrzenia w leki. W 1979 r. wsparł Kartę Praw Robotniczych, przygotowaną przez uczestników ruchu korowskiego, która jako cel stawiała utworzenie niezależnych związków zawodowych. Wydawał także oświadczenia odnoszące się do ważnych tradycji – na 11 listopada 1978, w 60. rocznicę odzyskania niepodległości, czy w kwietniu 1979 – w rocznicę zbrodni katyńskiej.
KSS „KOR” nawiązał w 1978 r. współpracę z opozycją w Czechosłowacji – Kartą ’77, przeprowadzając dwa spotkania na granicy między państwami, następnie publikując na łamach „Krytyki” ważniejsze dokumenty programowe Karty ’77 oraz głośny esej Vaclava Havla Siła bezsilnych. Stawał także w obronie represjonowanych czeskich i słowackich opozycjonistów, m.in. przeprowadzając w listopadzie 1979 r. tygodniową głodówkę w bazylice św. Krzyża w Warszawie. Utrzymywał kontakty z polską emigracją polityczną, w tym z paryską „Kulturą”, rządem polskim na uchodźstwie w Londynie i rozgłośnią polską Radia „Wolna Europa”. Miał nieformalnych przedstawicieli na Zachodzie – Leszka Kołakowskiego, Aleksandra i Eugeniusza Smolarów. O celach i działaniach KSS „KOR” informowano opinię publiczną Zachodu w wywiadach udzielanych zagranicznej prasie.
KSS „KOR” wspierał strajki lata 1980 r., zbierał dane o ich przebiegu i przekazywał informacje na Zachód, skąd wracały za pośrednictwem Radia Wolna Europa i sekcji polskiej BBC. Strajk w Stoczni Gdańskiej organizował Bogdan Borusewicz, a Mirosław Chojecki, Konrad Bieliński i Ewa Milewicz pomogli stworzyć bazę poligraficzną strajkujących i redagowali Strajkowy Biuletyn Informacyjny „Solidarność”. Współpracownicy KSS „KOR” wspierali strajki także w innych ośrodkach.
Działacze KSS „KOR” byli aktywni w organizowaniu NSZZ „Solidarność”, szczególnie w regionach Mazowsze, Gdańskim, Dolnośląskim, Małopolskim, współtworzyli związkowe biuletyny informacyjne, m.in. ogólnopolską „Agencję Solidarność” („AS”), działali we wszechnicach robotniczych oraz komisjach interwencji NSZZ „Solidarność”. Przy regionie „Mazowsze” stworzyli Ośrodek Badań Społecznych (kierownik Antoni Macierewicz), doradcami tego regionu byli Jacek Kuroń i Adam Michnik, doradcą Komisji Krajowej był Jacek Kuroń, jej sekretarzem Andrzej Celiński. W miarę zaangażowania członków i współpracowników KSS „KOR” w działalności związkowej, Komitet przestawał funkcjonować. Jego zadania przejął w znacznej mierze związek Solidarność. Oficjalne rozwiązanie KSS KOR nastąpiło na I Krajowym Zjeździe Delegatów NSZZ „Solidarność” 23 września 1981 roku.

## Prześladowania przez władze PRL
Władze PRL traktowały KSS „KOR” jako ugrupowanie nielegalne. W sprawie jego działalności prokuratura prowadziła od 1977 śledztwo, w ramach którego dokonywano rewizji w mieszkaniach, zatrzymań, konfiskat wydawnictw. Działania przeciw KSS „KOR” prowadziła Służba Bezpieczeństwa, obejmowały one inwigilację, podsłuch telefonów i mieszkań, zatrzymania na 48 godzin, próby zastraszania współpracowników KSS „KOR”. Decyzje o poważniejszych represjach mogło podjąć jedynie kierownictwo PZPR, na co jednak się nie zdecydowano.
W pierwszych miesiącach 1979 r. prowadzono „konfrontację” wymierzoną przede wszystkim w wykłady Jacka Kuronia i Adama Michnika w ramach Towarzystwa Kursów Naukowych z udziałem aktywistów ZSMP i SZSP, co zakończyło się pobiciem Henryka Wujca i Macieja Kuronia, syna Jacka. W grudniu 1979 r. prokuratura zdecydowała o postawieniu zarzutu 8 członkom i współpracownikom KSS „KOR” (oraz 6 działaczom ROPCiO) z art. 276 par. 1 kodeksu karnego o „udział w związku posługującym się nazwą <Komitet Samoobrony Społecznej KOR>, którego działanie jest przestępcze polegające m.in. na rozpowszechnianiu wydawnictw pozbawionych debitu komunikacyjnego”. 28 sierpnia 1980 r. zdecydowano o objęciu tym zarzutem 35 osób, aresztowano 28. Wszystkich zwolniono po podpisaniu porozumień sierpniowych 31 VIII 1980, ale śledztwo kontynuowano.
W stanie wojennym Naczelna Prokuratura Wojskowa prowadziła śledztwo „o próbę obalenia przemocą ustroju PRL”, którym byli objęci działacze KSS „KOR”. Na początku września 1982 r. postawiono w stan oskarżenia i aresztowano internowanych od 13 grudnia 1981 r.: Jacka Kuronia, Adama Michnika, Jana Lityńskiego, Henryka Wujca, następnie też Jana Józefa Lipskiego i Zbigniewa Romaszewskiego. Po długim śledztwie, proces przeciw czterem z wymienionych rozpoczął się 13 lipca 1984 r., po czym na mocy ogłoszonej 22 lipca tego roku amnestii zostali zwolnieni.